# Зелене (Попельнастівська сільська громада)
Зелене (до 17 лютого 2016 — Ле́ніна Перше) — село в Україні, у Попельнастівській сільській громаді Олександрійського району Кіровоградської області. Населення становить 17 осіб.

## Населення
Згідно з переписом УРСР 1989 року чисельність наявного населення села становила 45 осіб, з яких 19 чоловіків та 26 жінок.
За переписом населення України 2001 року в селі мешкало 38 осіб.

### Мова
Розподіл населення за рідною мовою за даними перепису 2001 року:
| Мова       | Відсоток |
| ---------- | -------- |
| українська | 81,58 %  |
| російська  | 13,16 %  |
| молдовська | 5,26 %   |